# Albumy numer jeden w roku 2019 (USA)
Notowanie Billboard 200 przedstawia najlepiej sprzedające się albumy w Stanach Zjednoczonych. Publikowane jest ono przez tygodnik „Billboard”, a dane kompletowane są przez Nielsen SoundScan w oparciu o cotygodniowe wyniki sprzedaży cyfrowej oraz fizycznej albumów.

## Historia notowania
| Data publikacji | Album                                    | Artysta                    | Źródło |
| --------------- | ---------------------------------------- | -------------------------- | ------ |
| 5 stycznia      | I Am > I Was                             | 21 Savage                  | [ 1 ]  |
| 12 stycznia     | I Am > I Was                             | 21 Savage                  | [ 2 ]  |
| 19 stycznia     | Hoodie SZN                               | A Boogie wit da Hoodie     | [ 3 ]  |
| 26 stycznia     | Hoodie SZN                               | A Boogie wit da Hoodie     | [ 4 ]  |
| 2 lutego        | The Wizrd                                | Future                     | [ 5 ]  |
| 9 lutego        | DNA                                      | Backstreet Boys            | [ 6 ]  |
| 16 lutego       | Hoodie SZN                               | A Boogie wit da Hoodie     | [ 7 ]  |
| 23 lutego       | Thank U, Next                            | Ariana Grande              | [ 8 ]  |
| 2 marca         | Thank U, Next                            | Ariana Grande              | [ 9 ]  |
| 9 marca         | A Star Is Born                           | Lady Gaga i Bradley Cooper | [ 10 ] |
| 16 marca        | Wasteland, Baby!                         | Hozier                     | [ 11 ] |
| 23 marca        | Death Race for Love                      | Juice Wrld                 | [ 12 ] |
| 30 marca        | Death Race for Love                      | Juice Wrld                 | [ 13 ] |
| 6 kwietnia      | Bad Habits                               | Nav                        | [ 14 ] |
| 13 kwietnia     | When We All Fall Asleep, Where Do We Go? | Billie Eilish              | [ 15 ] |
| 20 kwietnia     | Free Spirit                              | Khalid                     | [ 16 ] |
| 27 kwietnia     | Map of the Soul: Persona                 | BTS                        | [ 17 ] |
| 4 maja          | When We All Fall Asleep, Where Do We Go? | Billie Eilish              | [ 18 ] |
| 11 maja         | Hurts 2B Human                           | Pink                       | [ 19 ] |
| 18 maja         | Father of the Bride                      | Vampire Weekend            | [ 20 ] |
| 25 maja         | Confessions of a Dangerous Mind          | Logic                      | [ 21 ] |
| 1 czerwca       | Igor                                     | Tyler, the Creator         | [ 22 ] |
| 8 czerwca       | When We All Fall Asleep, Where Do We Go? | Billie Eilish              | [ 23 ] |
| 15 czerwca      | Center Point Road                        | Thomas Rhett               | [ 24 ] |
| 22 czerwca      | Happiness Begins                         | Jonas Brothers             | [ 25 ] |
| 29 czerwca      | Madame X                                 | Madonna                    | [ 26 ] |
| 6 lipca         | Help Us Stranger                         | The Raconteurs             | [ 27 ] |
| 13 lipca        | Indigo                                   | Chris Brown                | [ 28 ] |
| 20 lipca        | Revenge of the Dreamers III              | Dreamville i J. Cole       | [ 29 ] |
| 27 lipca        | No.6 Collaborations Project              | Ed Sheeran                 | [ 30 ] |
| 3 sierpnia      | No.6 Collaborations Project              | Ed Sheeran                 | [ 31 ] |
| 10 sierpnia     | The Search                               | NF                         | [ 32 ] |
| 17 sierpnia     | Care Package                             | Drake                      | [ 33 ] |
| 24 sierpnia     | We Are Not Your Kind                     | Slipknot                   | [ 34 ] |
| 31 sierpnia     | So Much Fun                              | Young Thug                 | [ 35 ] |
| 7 września      | Lover                                    | Taylor Swift               | [ 36 ] |
| 14 września     | Fear Inoculum                            | Tool                       | [ 37 ] |
| 21 września     | Hollywood’s Bleeding                     | Post Malone                | [ 38 ] |
| 28 września     | Hollywood’s Bleeding                     | Post Malone                | [ 39 ] |
| 5 października  | Hollywood’s Bleeding                     | Post Malone                | [ 40 ] |
| 12 października | Kirk                                     | DaBaby                     | [ 41 ] |
| 19 października | SuperM – The 1st Mini Album              | SuperM                     | [ 42 ] |
| 26 października | AI YoungBoy 2                            | YoungBoy Never Broke Again | [ 43 ] |
| 2 listopada     | Hollywood’s Bleeding                     | Post Malone                | [ 44 ] |
| 9 listopada     | Jesus Is King                            | Kanye West                 | [ 45 ] |
| 16 listopada    | Hollywood’s Bleeding                     | Post Malone                | [ 46 ] |
| 23 listopada    | What You See Is What You Get             | Luke Combs                 | [ 47 ] |
| 30 listopada    | Courage                                  | Céline Dion                | [ 48 ] |
| 7 grudnia       | A Love Letter to You 4                   | Trippie Redd               | [ 49 ] |
| 14 grudnia      | Frozen II                                | Soundtrack                 | [ 50 ] |
| 21 grudnia      | Please Excuse Me for Being Antisocial    | Roddy Ricch                | [ 51 ] |
| 28 grudnia      | Fine Line                                | Harry Styles               | [ 52 ] |